# 아울루스 코르넬리우스 팔마 프론토니아누스
아울루스 코르넬리우스 팔마 프론토니아누스 (Aulus Cornelius Palma Frontonianus, 서기 118년 사망)는 고대 로마의 군인이자 정치인으로, 두 차례 집정관을 역임했는데 처음은 서기 99년에 퀸투스 소시우스 세네키오를 동료 집정관으로 둔 직권 집정관, 그리고 다시 109년에 푸블리우스 칼비시우스 툴루스 루소를 동료 집정관으로 둔 직권 집정관이었다.
코르넬리우스 팔마는 에트루리아의 볼시니 출신이었다. 그의 첫 알려진 직위는 도미티아누스 치세 어느 시기의 아시아 속주 프로콘술의 호위대 지휘관이었다. 서기 94년에서 97년까지 군단 지휘했었고, 99년에는 집정관이 되었다. 같은 해에 그는 히스파니아 타라코넨시스의 총독직을 맡으러 히스파니아로 보내졌다. 얼마 뒤에 그는 시리아 속주의 총독이 되었고, 트라야누스의 치세인 서기 106년에 나바테아 왕국을 합병시켜내며 아라비아 페트라이아 속주 설치에 기여했다. 서기 109년에 그는 두 번째 직권 집정관 자리에 선출되었다.
코르넬리우스 팔마는 행정과 군사적 능력 면에서 트라야누스에게 높은 평가를 받았던 것으로 보인다. 트라야누스와의 가까운 관계가 그나이우스 페다니우스 푸스쿠스 살리나토르, 아비디우스 니그리누스, 칼푸르니우스 피소 리키니아누스, 루시우스 퀴에투스와 더불어 트라야누스 사후에 그가 하드리아누스에게 처형당하게 된 요인이 되었을지도 모른다.

### 2차 사료
- Grainger, John D. (2004). 《Nerva and the Roman Succession Crisis of AD 96-99》. London: Routledge. ISBN 0-415-34958-3.

| 공직                                                                                    | 공직                                                          | 공직                                                                                   |
| --------------------------------------------------------------------------------------- | ------------------------------------------------------------- | -------------------------------------------------------------------------------------- |
| 이전 퀸투스 풀비우스 길로 비티우스 프로쿨루스, 푸블리우스 율리우스 루푸스 (보좌 집정관) | 로마 제국의 집정관 99 with 퀸투스 소시우스 세네키오           | 이후 푸블리우스 술피키우스 루크레티우스 바르바, 세네키오 멤미우스 아페르 (보좌 집정관) |
| 이전 퀸투스 폼페이우스 팔코, 마르쿠스 티티우스 루스트리쿠스 브루티아누스 (보좌 집정관)  | 로마 제국의 집정관 109 with 푸블리우스 칼비시우스 툴루스 루소 | 이후 루키우스 안니우스 라르구스, 푸블리우스 칼비시우스 툴루스 루소                     |